# Phare de Ram Island Ledge
Pour les articles homonymes, voir RAM.
Le phare de Ram Island Ledge (en anglais : Ram Islandt Ledge Light) est un phare actif situé à Ram Island Ledge (ceb) à l'extrémité nord du chenal du port de South Portland dans le Comté de Cumberland (État du Maine).
Il est inscrit au Registre national des lieux historiques depuis le 14 mars 1988 .

## Histoire
Ram Island est une série de récifs à l’extrémité sud de Cisco Bay (en), au large de Cushing Island (en). En 1855, une série de tige de fer fut érigée sur les récifs afin de protéger les marins de ces dangereux hauts-fonds. Le 24 février 1900, le paquebot State of California de la Allan Line s'est échoué sur le récif alors qu'il se dirigeait de Portland à Glasgow (Écosse) en passant par Halifax (Nouvelle-Écosse). À la suite de cet accident, le Congrès des États-Unis a affecté des fonds à la construction d’un phare.
La construction a commencé le 1er mai 1903 et s'est achevée en 1905. Il s'agit d'un jumeau du phare The Graves au large de Boston. Le phare a été construit en granit extrait de la carrière de Vinalhaven, dans le Maine. Le phare comprenait à l'origine une lentille de Fresnel de troisième ordre. Le phare a été électrifié en 1958, puis automatisé en 1959. Le phare a été converti à l'énergie solaire en janvier 2001.
En juillet 2010, le phare a été mis en vente pour le grand public.

## Description
Le phare  est une tour cylindrique en bloc de granit, avec une galerie et une lanterne de 22 m de haut. La tour est non peinte et la lanterne est noire. Il émet, à une hauteur focale de 23,5 m, deux éclats blancs de 1 seconde par période de 6 secondes. Sa portée est de 8 milles nautiques (environ 15 km).
Il est aussi équipé d'une corne de brume émettant un blast par période de 10 secondes.

## Caractéristiques dufeu maritime
Fréquence : 6 secondes (W)
- Lumière : 1 seconde
- Obscurité : 1 seconde
- Lumière : 1 seconde
- Obscurité : 3 secondes

Identifiant : ARLHS : USA-686 ; USCG : 1-7575 - Amirauté : J0204 .
|                  |
| Ram Island Ledge |

|          |
| Le phare |

### Lien connexe
- Liste des phares du Maine